# キングスカイフロント

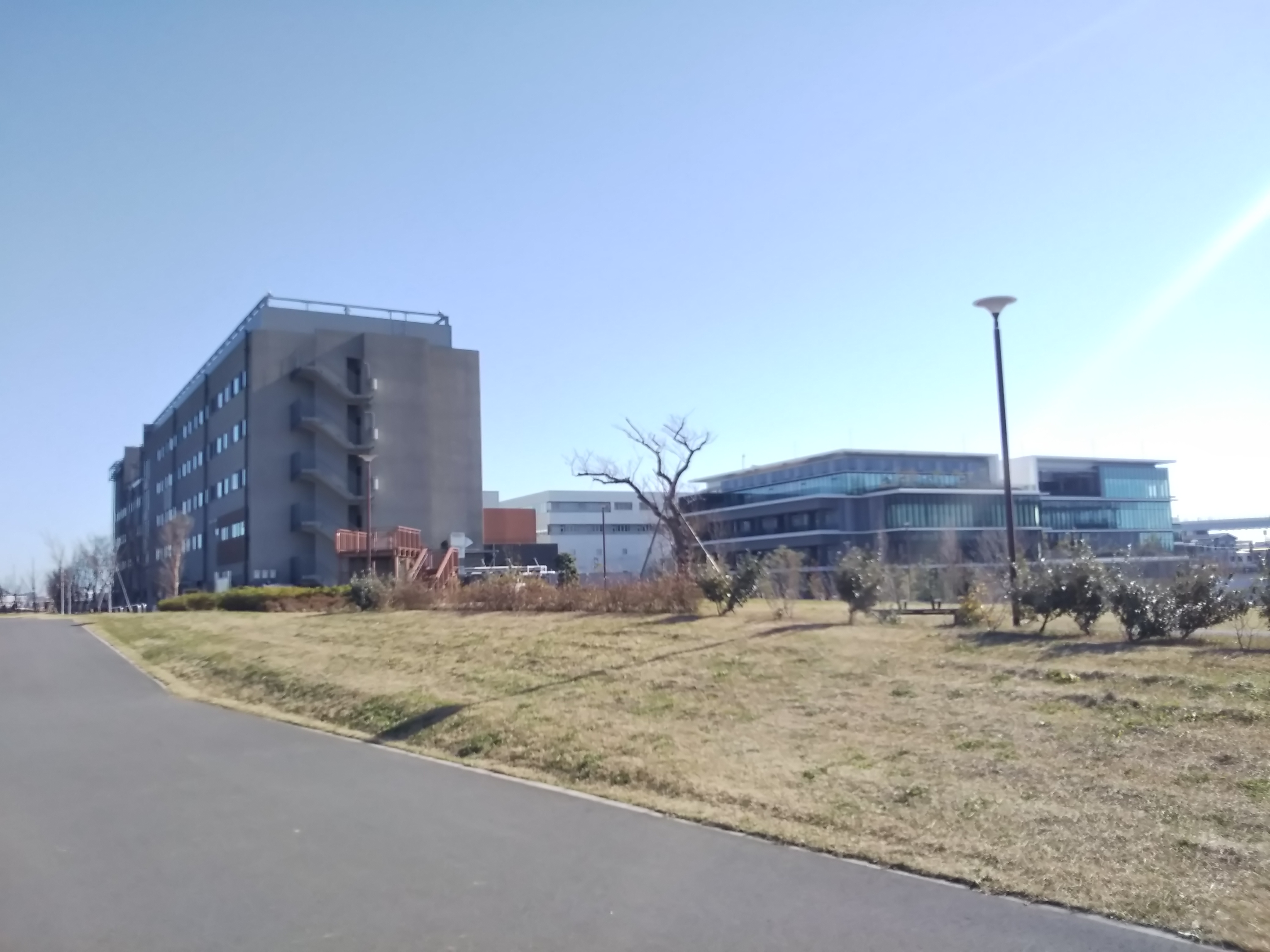
殿町国際戦略拠点 キング スカイフロント
（2020年1月6日）

キングスカイフロント (KING SKYFRONT) は、川崎市が川崎区殿町地区で進める都市再開発プロジェクト、および同地区の愛称。正式名称は殿町国際戦略拠点 キング スカイフロント。研究開発から新産業を創出するオープンイノベーション拠点と位置づけている。敷地面積は約40ヘクタール。
名称の「キング」は、殿町の地名と「Kawasaki INnovation Gateway」の頭文字を掛けたもので、「スカイフロント」は東京国際空港（羽田空港）に面し、世界につながる地区であることを表す。ロゴマークは当地区の地形と航空機のイラスト、「Kawasaki INnovation Gateway at SKYFRONT」の文字が、陸と空を表す緑色と空色で描かれている。

## 概要
当地区は、いすゞ自動車川崎工場、三愛石油LPガスターミナルが所在した。2004年（平成16年）にいすゞ川崎工場が閉鎖され、工場敷地の西半分を都市再生機構 (UR) が、東半分をヨドバシカメラがそれぞれ取得し、2005年（平成17年）にヨドバシが物流センター（現：ヨドバシカメラアッセンブリーセンター川崎）を開設した。

川崎市は2008年（平成20年）に、UR・ヨドバシと「殿町3丁目地区のまちづくりの推進に関する覚書」を交わし、多摩川の対岸に位置する東京国際空港（羽田空港）へアクセス向上も視野に入れて同地区の再開発を計画し、民間都市再生事業計画認定事業となる。
国家戦略特区・国際戦略総合特区・特定都市再生緊急整備地域に指定されている。川崎市は当地区を「ライフサイエンス・環境分野を中心とした研究開発拠点」とする再開発方針で、医薬品関連企業や研究施設が進出を表明している。
羽田空港への移動経路として、当地区中央部を貫通する片側1車線の多摩川スカイブリッジが整備され、2022年（令和4年）3月12日に開通した。

## 交通アクセス

### 道路・港湾
- 首都高速神奈川6号川崎線 殿町出入口
  - 首都高速神奈川1号横羽線 大師出入口
  - 首都高速湾岸線・東京湾アクアライン 浮島インターチェンジ
- 多摩川スカイブリッジ
- 国道409号
- 川崎港（京浜港川崎区）

### 鉄道・バス
鉄道
- 京急大師線小島新田駅下車徒歩15分

路線バス
いずれも川崎鶴見臨港バス
- JR川崎駅東口から

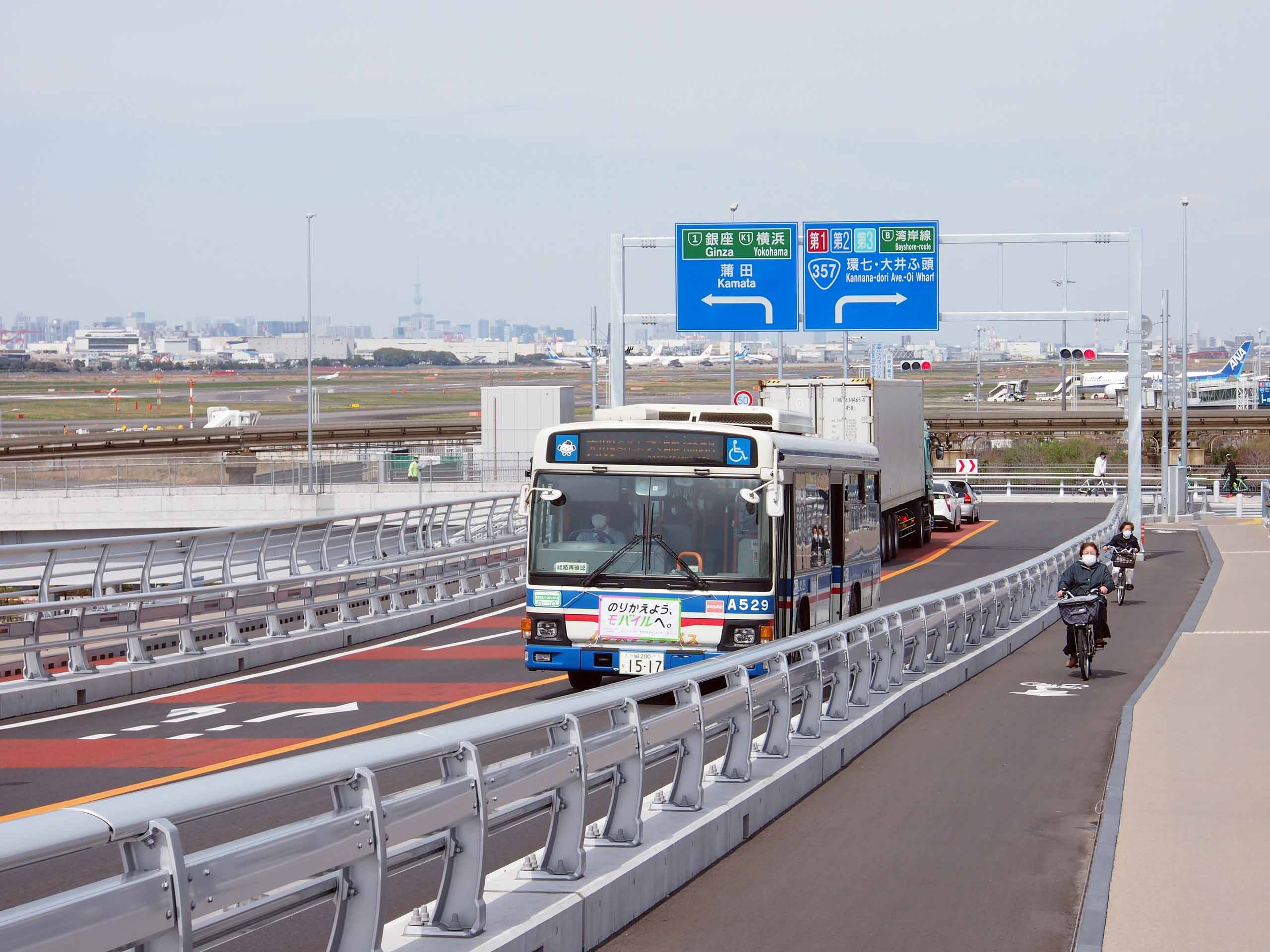
天空橋駅から運行される川崎鶴見臨港バス (日野ブルーリボンⅡ)

  - 「川03 浮島バスターミナル」「急行・快速 浮島橋」行き、「キングスカイフロント入口」下車すぐ
  - 「川02 キングスカイフロント東」行き、「キングスカイフロント西」「キングスカイフロント東」下車すぐ
- 京急大師線大師橋駅から
  - 「大02 ENEOS株式会社浮島前」行き、「キングスカイフロント入口」下車すぐ
  - 「大109 天空橋駅」行き、「キングスカイフロント西」「キングスカイフロント東」下車すぐ
- 京急空港線・東京モノレール羽田空港線天空橋駅から
  - 「大109 大師橋駅前」、「天空01 浮島バスターミナル」行き、「キングスカイフロント西」「キングスカイフロント東」下車すぐ

## 主な進出企業・施設
2016年（平成28年）時点での予定も含む。
- ヨドバシカメラ（アッセンブリーセンター川崎）
- 全日本空輸（殿町ビジネスセンター）
  - ANAケータリングサービス川崎工場
- 実験動物中央研究所
- 川崎生命科学・環境研究センター LiSE
- ナノ医療イノベーションセンターiCONM
- COINS（Center of Open Innovation Network for Smart Health）
- ジョンソン・エンド・ジョンソン（東京サイエンスセンター）
- 国立医薬品食品衛生研究所
- サイバーダイン
- 大和ハウス工業
- 日本アイソトープ協会
- クリエートメディック
- 富士フイルムRIファーマ
- ペプチドリーム
- 川崎キングスカイフロント東急REIホテル[5][6]
- 慶應義塾大学殿町タウンキャンパス[7]

進出企業・施設の紹介

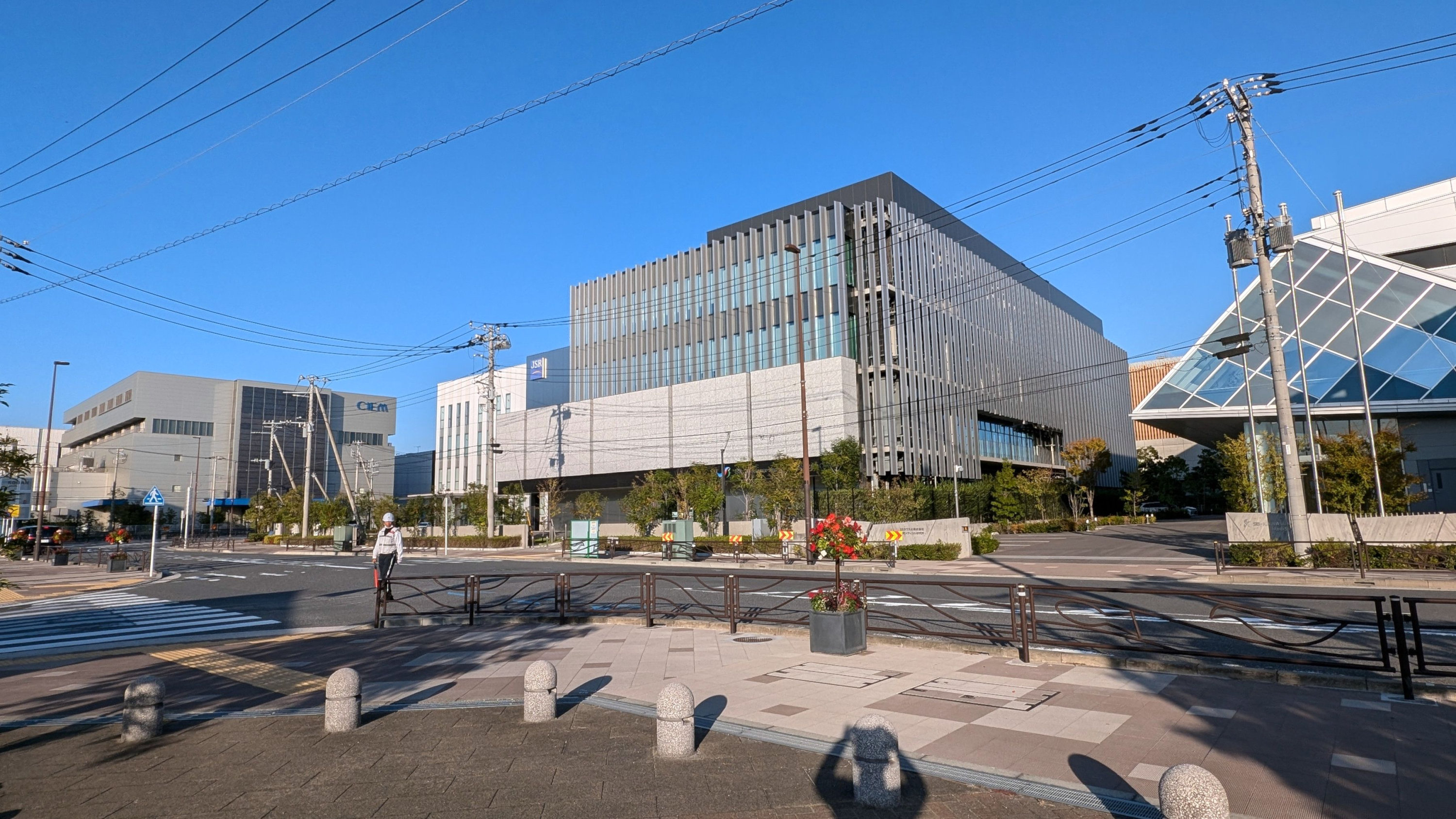
キングスカイフロント西エリア
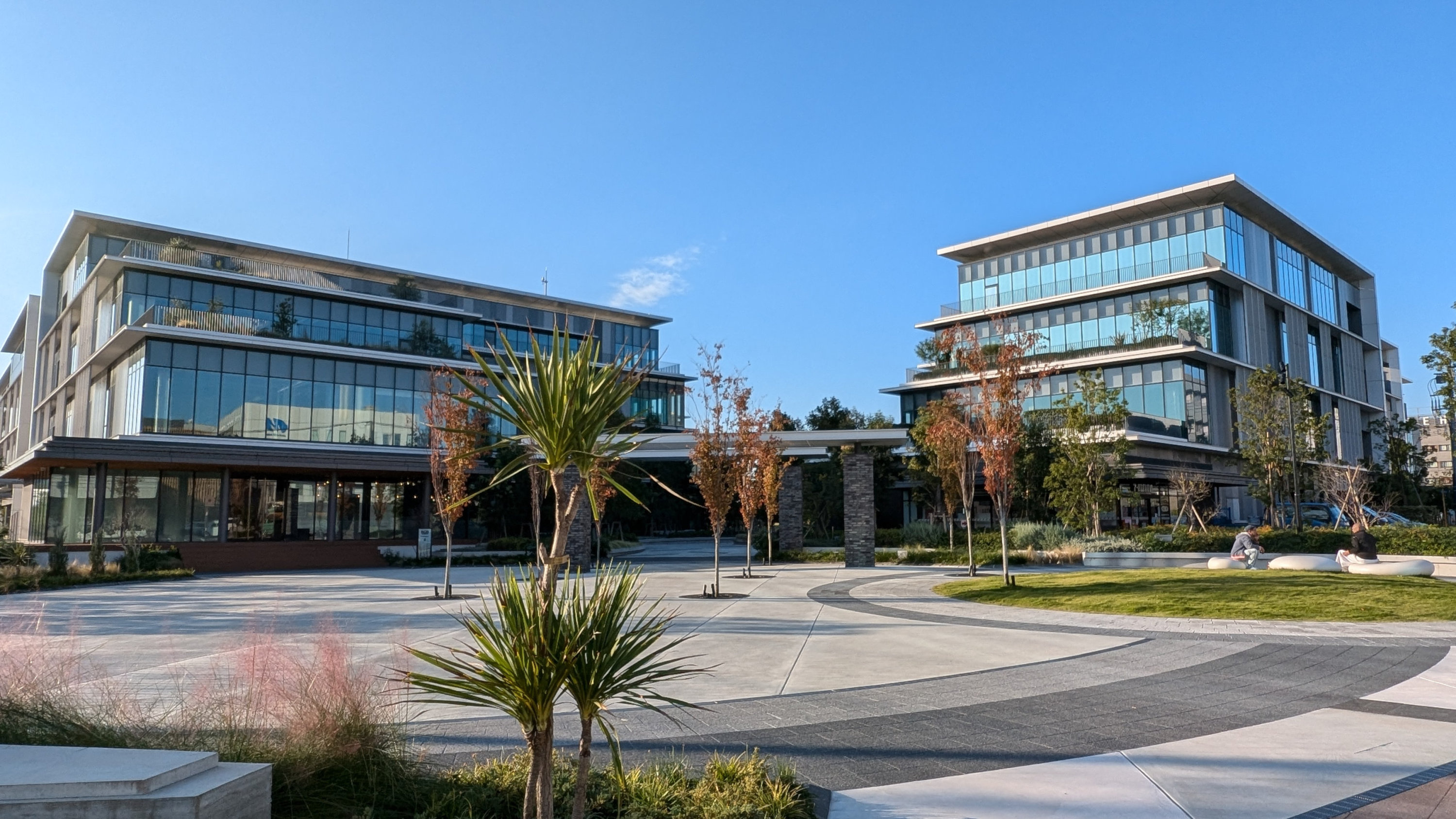
リサーチ・ゲート・ビルディング
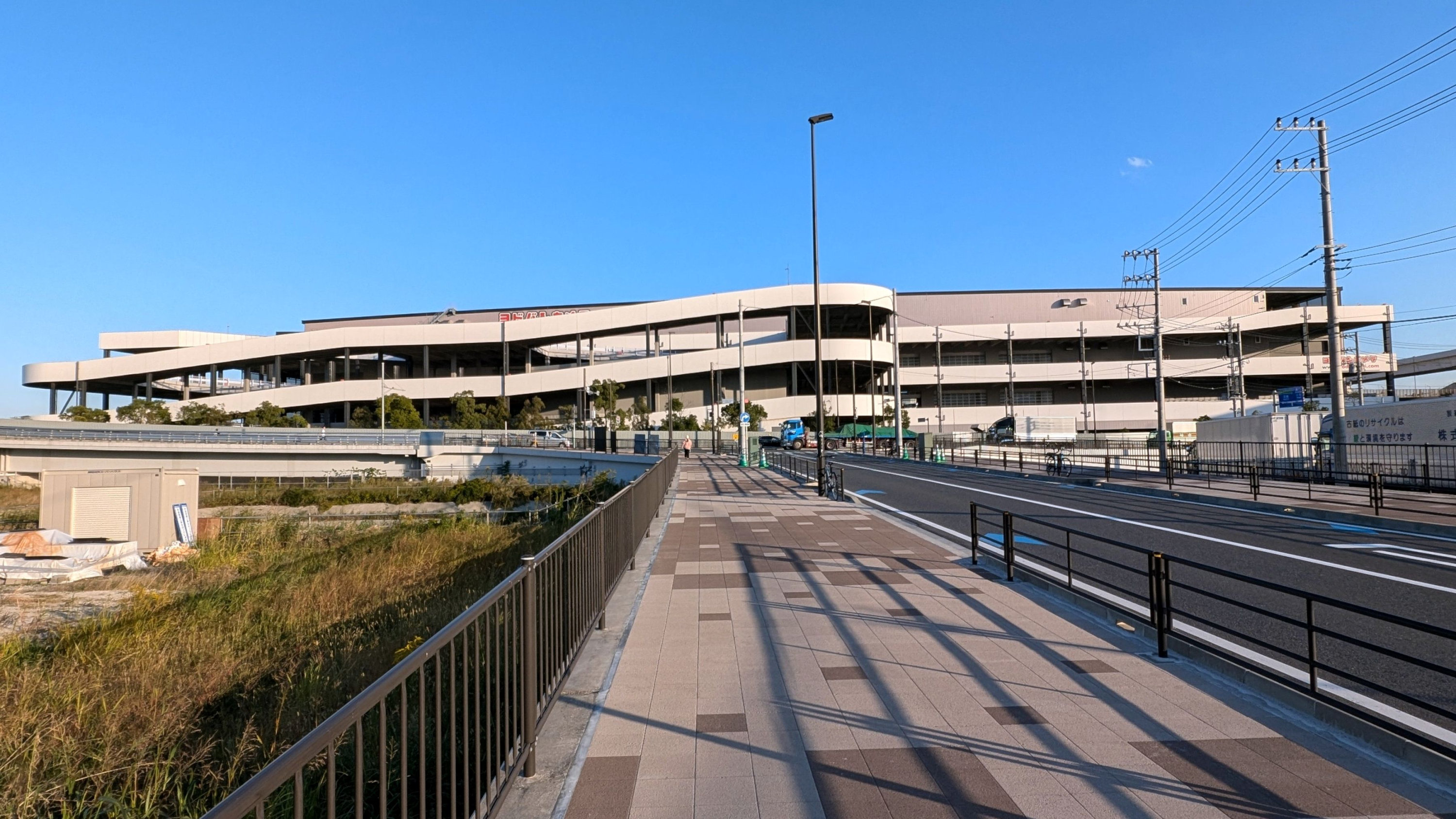
ヨドバシカメラ・アッセンブリーセンター川崎
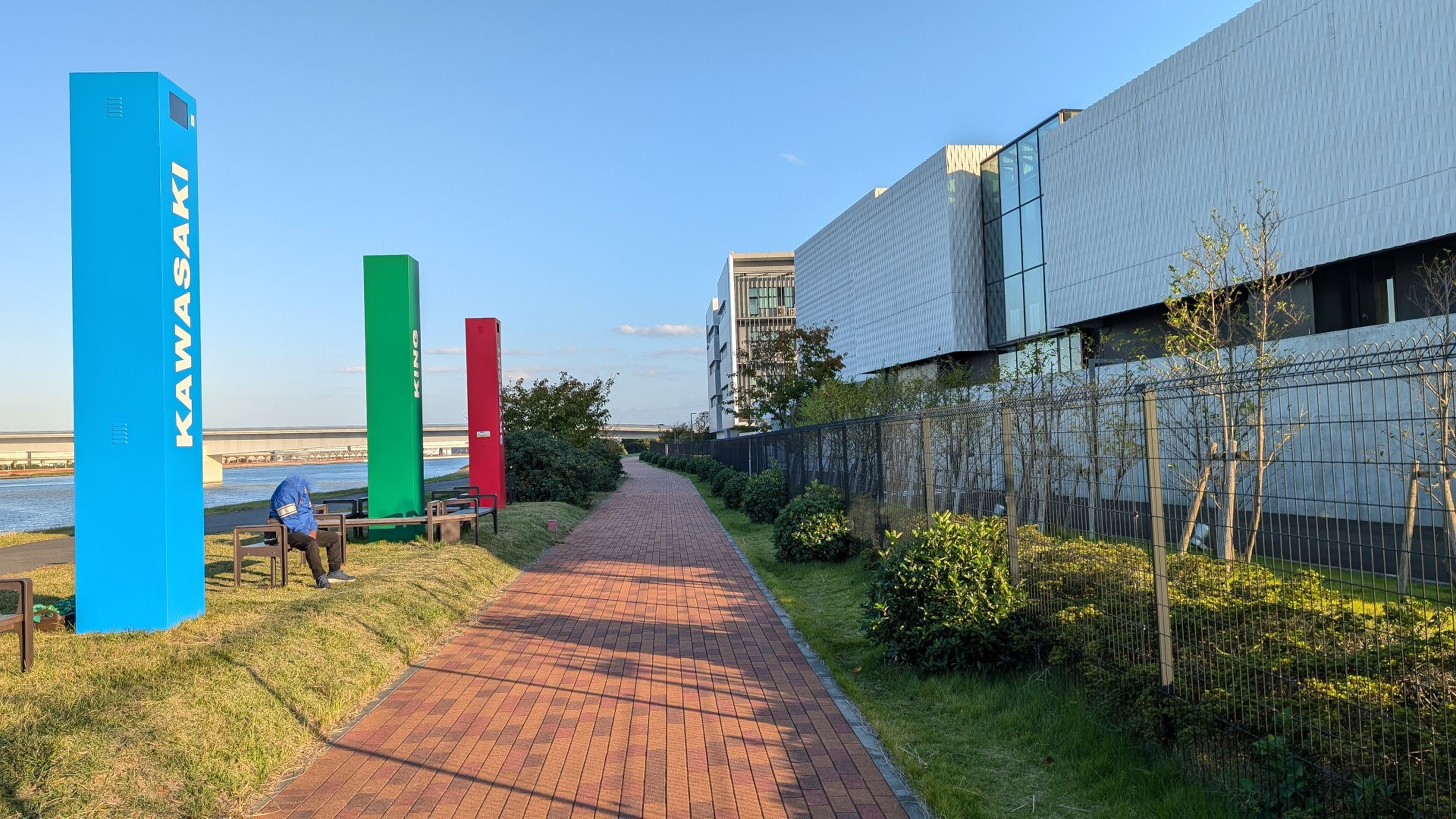
多摩川沿いのKAWASAKI-KING-SKYFRONTの標識